# Iota Gruis
Désignations
Iota Gruis (ι Gru) est une étoile binaire de la constellation de la Grue. Sa magnitude apparente est de 3,90. D'après la mesure de sa parallaxe annuelle par le satellite Hipparcos, le système est distant d'environ ∼ 183 a.l. (∼ 56,1 pc) de la Terre.
Iota Gruis est une binaire spectroscopique à raies simples avec une période orbitale de 409,6 jours et avec une excentricité de 0,66. Sa composante visible est une géante rouge de type spectral K1III.